# Dusminguet
Dusminguet fue una agrupación musical catalana, formada en la localidad barcelonesa de La Garriga, España. Su música está basada en una fusión de rock con otros ritmos ─como rumba, flamenco, reggae, ska y muchos otros─ al que llamaron «patxanga», en alusión a las orquestas de pueblo que hacen en las fiestas popurrí de canciones. La banda tuvo  influencias pluriculturales en el desarrollo de su estilo.

## Historia
Dusminguet se formó en 1995 por idea del trombonista Xavier Boixader de juntar y mezclar géneros de baile acumulados en la tradición española englobados en el concepto tradicional de la «patxanga» con la cultura joven, el rock, y géneros de baile latinos como el tex-mex, en especial la producción musical de Flaco Jiménez. Todo ello distanciándose de la influencia de la música e industria musical anglosajona, buscando acercarse a un público intergeneracional, pluricultural y multietnico.
Boixader autodefinió su estilo con el término "world pagès music" (world farmer music). En un primer momento compartieron con él el proyecto Joan Garriga, Dani Portabella, Demian Recio, Bajo, Martí Vilardebo y Marc Sanpere. Desde el inicio su música se nutrió de géneros muy variados como la rumba catalana y la cumbia colombiana, el ska, el reggae y el funk.  
Los tres títulos de sus discos fueron extraídos de un grafiti que observó Joan Garriga con la leyenda Go-Postrof-Vafalungo.
El grupo dio un salto definitivo de la mano de Chee-Waka Records, un subsello de Virgin Records, con su primer álbum Vafalungo en 1998. La gira de presentación del álbum, siguiendo la vocación del grupo de interpretar todo tipo de música como un grupo de una fiesta de pueblo, los llevó a realizar alrededor de 400 conciertos entre 1998 y 1999.
En 2001 publicaron el álbum Postrof, grabado en Marruecos con la colaboración de músicos locales, Wagner Pa, Eldys, Moustafa El Haffer, Nando Lumbalú de Lumbalú, Martín Fuks de Macaco y Neat Veliov de la Koçani Orkestar de Macedonia. 
En 2002 fueron invitados a la Ciudad de México a inaugurar el ciclo Radical Mestizo del Festival de México en el Centro Histórico. Alternaron en un concierto memorable el 20 de abril de 2002 efectuado en el Zócalo con Sergent García, Ojos de Brujo, Maldita Vecindad y Los Locos del Barrio. Esta gira concluyó intempestivamente, luego de sufrir el bajista Carlos Rivolta un accidente mortal en el Bar Kronos de la ciudad mexicana de Guadalajara (instalación eléctrica no aterrizada), el 28 de abril de 2002. Rivolta fue homenajeado el 11 de septiembre de 2002 en un concierto que duró 12 horas en La Rambla del Raval de Barcelona.
El vocalista de la agrupación, Joan Garriga, continuó la labor musical del grupo bajo el nombre de La Troba Kung-Fú.

## Miembros
- Joan Garriga, acordeón y voz
- Dani Portabella, guitarra y voz
- Martí Vilardebo, batería y voz
- Carlos Rivolta, bajo
- Óscar Domínguez, percusión y coros
- Tomás Arroyos, teclados y coros

## Discografía

### Álbumes
- 1998: Vafalungo
- 2001: Postrof
- 2003: Go

## Filmografía
- Dusminguet i la patxanga jonda (2015)[3]